# 가키다이라역
가키다이라역(일본어: 柿平駅)은 일본 아이치현 신시로시에 위치한 도카이 여객철도 이다선의 철도역이다. 단선 승강장 1면 1선의 구조를 갖춘 지상역이다.

## 역 주변
- 도요가와 강
- 우레 강
- 국도 제151호선

## 역사
- 1929년 5월 5일 : 호라이지 철도의 '가키다이라 정류장'으로서 개업.
- 1943년 8월 1일 : 호라이지 철도가 이다선으로서 국유화되었던 때에 폐지.
- 1950년 2월 15일 : 일본국유철도 이다선의 '가키다이라 역'으로서 재개업.
  - 당시는 도카이도 본선 하마마쓰 · 나고야 간의 각 역, 이다선의 각 역, 주오 본선의 가미스와 · 시오지리간의 각 역과, 시노노이 선 마쓰모토역을 발착하는 여객만 취급되었다.
- 1952년 12월 2일 : 여객 취급의 제한을 철폐.
- 1987년 4월 1일 : 일본국유철도 분할 민영화에 의해, 도카이 여객철도가 승계.

## 인접 역
| 도카이 여객철도 이다선       | 도카이 여객철도 이다선 | 도카이 여객철도 이다선   |
| ---------------------------- | ---------------------- | ------------------------ |
| 미카와마키하라 도요하시 방면 | ■ 이다선               | 미카와카와이 다쓰노 방면 |